# Гестман, Герман
Германюс (Герман) Гестман (нидерл. Hermanus "Herman" Geestman; 17 апреля 1902, Амстердам — 8 апреля 1975, там же) — нидерландский футболист, игравший на позициях правого и левого полусреднего нападающего, выступал за амстердамский «Аякс».
Старший брат бейсболиста Вима Гестмана.

## Спортивная карьера
В декабре 1916 года в возрасте четырнадцати лет Герман вступил в футбольный клуб «Аякс». На тот момент он проживал в западной части Амстердама по адресу ван дер Хопстрат 44. Инициатором его приглашения был Хан Даде, один из основателей «Аякса». В июне 1918 года в клуб вступил его младший брат Петер. В начале сезона 1918/19 выступал как нападающий за десятый состав «Аякса», а затем был переведён в седьмую команду. С октября 1919 года играл за «Аякс 5».
В июне 1922 года отправился с первой командой «Аякса» в турне по Германии. В основе дебютировал 24 июня в товарищеском матче против «Айнтрахта», сыграв на позиции правого полусреднего нападающего — во Франкфурте его команда сыграла вничью 1:1. В следующем матче против «Нюрнберга» он также появился с первых минут, но результативными действиями не отметился.
В начале сезона 1922/23 сыграл в двух товарищеских матчах — против «Блау-Вита» и МВВ. Первую игру в чемпионате Нидерландов провёл 8 октября 1922 года в Роттердаме против местного клуба ВОК, заменив в стартовом составе Хейна Делсена. Встреча завершилась вничью 0:0. В дебютном сезоне Герман сыграл в десяти матчах чемпионата, но забитыми голами не отличился. «Аякс» по итогам сезона занял пятое место в своей западной группе и не смог выйти в финальную часть чемпионата Нидерландов. В марте 1923 года в качестве резервного игрока отправился с командой в турне по Англии.
В марте 1925 года Герман провёл два матча в Кубке Нидерландов — против ВИОС и «Фрисланда», в матче третьего раунда он забил два гола в ворота «Фрисланда». В конце августа Гестман отметился двумя голами с пенальти в матче с БФК в рамках предсезонного турнира Gooi en Eemlanderbal, а в полуфинале этого турнира забил гол в матче с ЗВВ. В конце сентября во время матча между резервными командами «Спартан» и «Аякс» он получил перелом ноги.

## Личная жизнь
Герман родился в апреле 1902 года в Амстердаме. Отец — Герардюс Гестман, был родом из Леувардена, мать — Мария Схоленар, родилась в Амстердаме в семье художника. Родители поженились в августе 1899 года в Амстердаме, на момент женитьбы отец работал переплётчиком книг. В их семье воспитывалось ещё девять детей: четверо дочерей и пятеро сыновей. Его младший брат Вим играл за бейсбольные команды «Квик» и «Аякс», а также был игроком сборной Нидерландов.
Женился в возрасте двадцати семи лет — его упругой стала 26-летняя Хенритте Доротея Мария Пейнаппелс, уроженке Амстердама. Их брак был зарегистрирован 18 июля 1929 года в Амстердаме. На момент женитьбы был владельцем магазина. В феврале 1932 года в их семье родилась дочь по имени Мария Йоханна Бернардина. В сентябре 1936 года супруга родила двоих сыновей — Германа и Роберта, которые умерли через несколько дней с разницей в два дня. В феврале 1938 года у них родился сын Ханс.
Умер 8 апреля 1975 года в Амстердаме в возрасте 72 лет. Церемония кремации состоялась 12 апреля на территории кладбища  Вестервелд в Велзене.
Его внук Марк тоже стал футболистом, с 16 лет играл за любительскую команду «Аякса», за которую провёл более 300 матчей.

## Статистика по сезонам
| Клуб | Сезон   | Чемпионат Нидерландов | Чемпионат Нидерландов | Кубок Нидерландов | Кубок Нидерландов | Итого | Итого |
| Клуб | Сезон   | Игры                  | Голы                  | Игры              | Голы              | Игры  | Голы  |
| ---- | ------- | --------------------- | --------------------- | ----------------- | ----------------- | ----- | ----- |
| Аякс | 1922/23 | 10                    | 0                     |                   |                   | 10    | 0     |
| Аякс | 1924/25 | 0                     | 0                     | 2                 | 2                 | 2     | 2     |
| Аякс | Итого   | 10                    | 0                     | 2                 | 2                 | 12    | 2     |